# Boesenbergia angustifolia
Boesenbergia angustifolia är en enhjärtbladig växtart som först beskrevs av Hallier f., och fick sitt nu gällande namn av Rudolf Schlechter. Boesenbergia angustifolia ingår i släktet Boesenbergia och familjen Zingiberaceae. Inga underarter finns listade i Catalogue of Life.